# Malik Qutb al-Din Muhammad ibn Shams al-Din Shah Ali
Qutb al-Din Muhammad (vers 1366 – 11 de febrer de 1419) fou malik mihrabànida de Sistan del 1403 fins a la seva mort. Fou fill del príncep i governador de Sistan Shams al-Din Shah Ali.
El seu pare va servir a Malik Taj al-Din Shah-i Shahan Abu l-Fath del que era cunyat, i fou el seu delegat a Sistan mentre Shah-i Shanan feia la campanya de l'Àsia Menor amb Tamerlà. Taj al-Din i Qutb al-Din van participar en la batalla d'Ankara de 20 de juliol de 1402 contra els otomans. A la mort de Shams al-Din Shah Ali, Taj al-Din va enviar a Qutb al-Din al seu lloc Both. Quan poc després Taj al-Din retornava al Sistan, va morir pel camí i Qutb al-Din fou llavors reconegut com a malik successor amb ple dret. Va donar alguns governs a parents de la família mihrabànida però al mateix va fer una purga d'altres membres als que va fer executar al considerar-los perillosos o agitadors.
El 1405 fou cridat a Otrar per Tamerlà que planejava una expedició a la Xina; hi va anar amb un exèrcit però quan va arribar a Herat va saber que Tamerlà havia mort i va fer mitja volta. Xah Rukh, el fill de Tamerlà, que governava a Herat, va esdevenir (1407) gran emir i emir del Khurasan i va confirmar a Qutb al-Din com a governador del Sistan. Vers 1407 la província de Farah fou envaïda per un dels general de Shah Rukh, de nom Hasan Jandar; per por que Jandar no passés després al Sistan, Qutb al-Din va donar asil al malik de Farah, Iksandar ibn Inaltigin i va enviar un exèrcit a Farah que va expulsar a Hasan Jandar i va restablir a Iksandar. Llavors hauria deixar d'esmentar a Shah Rukh a la khutba i a les monedes i a més va donar asil a Abu Bakr ibn Mihran Shah (governador timúrida de Bagdad, mort vers 1407). En revenja, al final del 1408 Shah Rukh va envair Sistan i va conquerir Uq, però el timúrida va dubtar en arriscar una batalla amb l'exèrcit mihrabànida prop de Zarandj i es van dedicar a assolar el territori, especialment canals, rescloses i camps de cultiu, el que va causar la fam a la regió. Shah Rukh va marxar finalment cap a Herat deixant al darrere algunes forces i nomenant governador de Sistan a un príncep dissident mihrabànida anomenat Shah Sultan ibn Shah Khusraw ibn Shah Arslan.
Qutb al-Din no obstant estava decidit a conservar el govern i va poder matar a Shah Sultan mentre aquest encara estava en ruta per assegurar-se el poder a la província. Llavors l'exèrcit mihrabànida va capturar a la guarnició timúrida establerta a la fortalesa de Lash i després va obtenir una nova victòria sobre un exèrcit timúrida enviat des d'Herat. Els caps dels soldats derrotats foren enviats a Zarandj i es va fer una piràmide de cranis a la porta de la ciutat. Uq fou reconquerida i les darreres forces timúrides havien estat expulsades de Sistan a la meitat del 1409. Finalment els dos bàndols van acordar la pau. Qutb al-Din va acceptar tornar a llegir el nom de Shah Rukh en primer lloc a la khutba i incloure'l a les monedes i va enviar un dels seus germans com a ostatge a Herat; el seu fill Jalal al-Din fou tanmateix enviat per garantir l'acord.
Jalal al-Din i el seu germà Shams al-Din Ali ibn Qutb al-Din van acabar a l'exèrcit al servei de Shah Rukh. Qutb al-Din va participar en una campanya timúrida el 1416 per aplanar una revolta a Kirman. Mentre al Sistan van esclatar disturbis quan Najm al-Din Shah Mahmud Hajji, germanastre de Qutb al-Din, va demanar part del poder i va encapçalar una revolta. El rebel va cridar en ajut a Shah Rukh però aquest va refusar cooperar, i Najm al-Din va recular i va marxar a l'Hedjaz a fer la peregrinació a la Meca i quan va tornar el 1417 ja no va fer cap intent d'alterar l'autoritat de Qutb al-Din.
Qutb al-Din va morir de malaltia el 1419; un consell de prínceps i generals va escollir com a successor al seu fill Malik Shams al-Din Ali ibn Qutb al-Din